# Outremeuse
Outremeuse (Waals: Dju d'la Mouse) is een wijk in de Belgische gemeente en stad Luik. Op 31 december 2015 telde de wijk 9799 inwoners.
De naam Outremeuse betekent aan de overkant van de Maas (Frans: La Meuse). Sinds de aanleg van het afwateringskanaal in de 19e eeuw is het een eilandje op de plaats waar de rivieren de Ourthe en de Maas samenkomen. Voorheen heette het Entre Ourthe et Meuse. Het paleis van de prins-bisschop van Luik Ernst van Beieren stond in deze wijk, het werd door hem afgestaan om er een hospitaal van te maken.
De schrijver Georges Simenon groeide op in Outremeuse. Zijn grootvader had een hoedenwinkel in de Rue Puits-en-Sock en de Sint-Foillankerk speelt een rol in zijn boek 'Het lijk aan de Kerkdeur'. Verder zou het folkloristische personage Tchantchès in augustus 760 geboren zijn in de wijk. Een aantal inwoners van de wijk riep in 1927 de onafhankelijkheid uit bij de stichting van de République Libre d'Outre-Meuse.

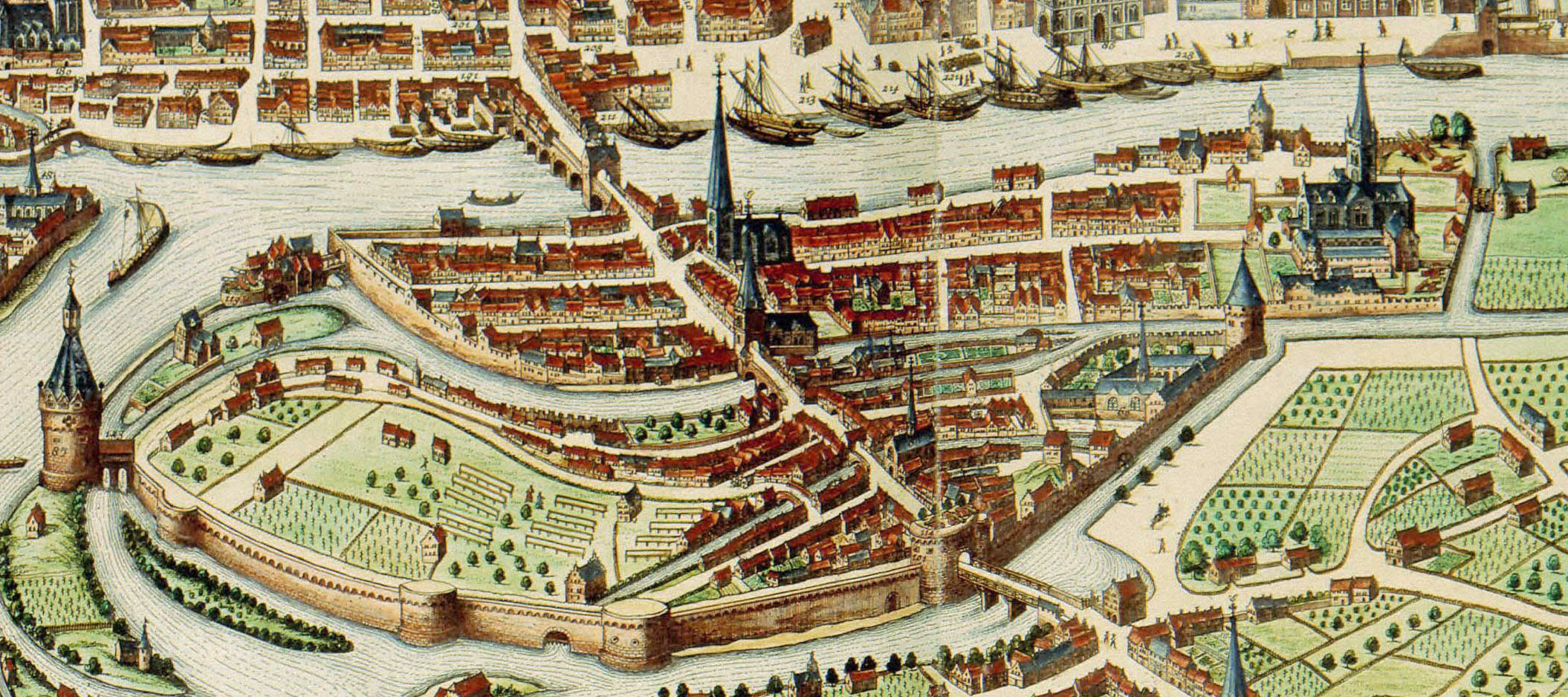
Entre Ourthe et Meuse in 1649
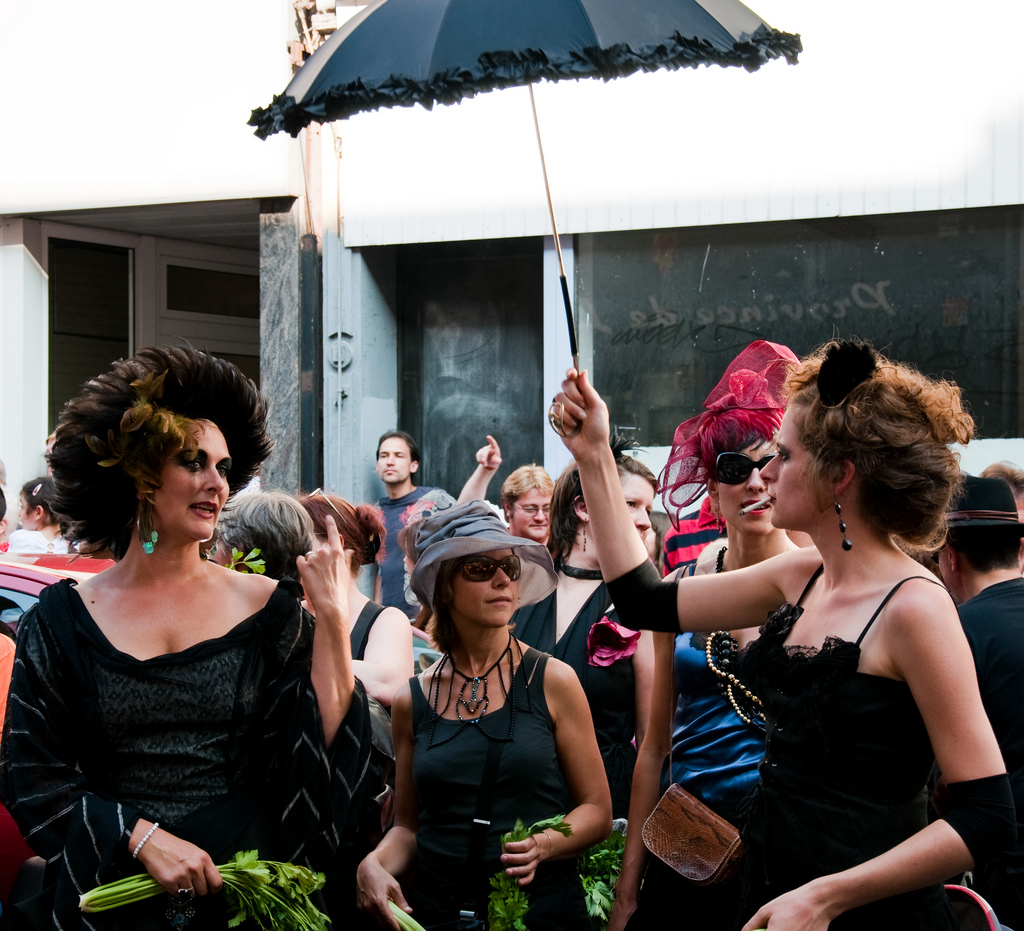
Jaarlijks wordt de onafhankelijkheid van de République Libre d'Outre-Meuse gedurende 3 dagen gevierd. Zo'n 100.000 mensen bezoeken Outremeuse tijdens deze festiviteiten.

## Bezienswaardigheden
- Hospitaal van Bavière
- Sint-Foillankerk
- Sint-Niklaaskerk
- Tal van plaatsen die herinneren aan Georges Simenon

## Natuur en landschap
Outremeuse was vroeger een moeras, daarna het deel van Luik op de rechteroever van de Maas. Toen in de 19e eeuw het Afwateringskanaal Luik werd gegraven, kwam Outremeuse op een eiland te liggen, waarop zich ook de wijk Longdoz bevindt.

## Nabijgelegen wijken en kernen
Outremeuse grenst aan de wijk Longdoz, en via bruggen aan de wijken Luik-Centrum en Amercœur.
Ook grenst Outremeuse aan de deelgemeente Bressoux en aan de wijk Droixhe van Bressoux.